# J. B. Tanko
Josip Bogoslaw Tanko, né le 21 avril 1906 à Sisak et mort le 5 octobre 1993 à Rio de Janeiro, est un cinéaste et producteur croate expatrié au Brésil après la Seconde Guerre mondiale.
En tant que réalisateur, ses plus grands succès sont O Trapalhão nas Minas do Rei Salomão, Os Saltimbancos Trapalhões et Os Trapalhões na Serra Pelada. O Trapalhão nas Minas do Rei Salomão, est le seul film consacré aux Os Trapalhões, resté de nos jours le gros succès du box-office brésilien en collaboration avec la troupe.

## Biographie
Josip Bogoslaw Tanko est né le  21 avril 1906 à Sisak, en Autriche-Hongrie (aujourd'hui en Croatie). Passionné de cinéma depuis son enfance, il commence sa carrière dans l'industrie du cinéma en tant qu'assistant-réalisateur à Vienne avec les sociétés de production autrichiennes Sascha-Filmindustrie AG et Wien-Film GmbH dans les années 1930. Puis, il travaille à Berlin pour Tobis Filmkunst, Terra Filmkunst et UFA.
À partir de 1937, à Vienne, il participe avec les équipes de Wien-Film, créées par Joseph Goebbels. Au début de la Seconde Guerre mondiale, il reprend le département du film documentaire de l'armée à Belgrade. Lorsque la Yougoslavie a été envahie par l’Allemagne, il filme le bombardement de Belgrade. Il s'est enfui à Berlin avec le film et en 1942, il retourne à Vienne. À la fin de la Seconde Guerre mondiale, au cours de laquelle il perdit toute sa famille, il décida d'émigrer.
En 1948, il s’installe à Rio de Janeiro où il contribue beaucoup à la professionnalisation du cinéma brésilien grâce à son expérience diversifiée. Son premier travail fut en tant qu'assistant-réalisateur et scénariste d'A Escrava Isaura d'Eurídes Ramos, adaptation du roman L'Esclave Isaura de Bernardo Guimarães. Sans quitter Cinelândia Filmes, il commence à travailler pour Atlântida Cinematográfica où plus tard, il réalise son premier film, Areias ardentes en 1952. Il réalise des films dramatiques qui n'ont pas eu de succès auprès du public contrairement aux comédies, les chanchadas.
Dans les années 1950, il travaille avec Watson Macedo et puis, avec Roberto Farias. À partir de 1955, il travaille pour Herbert Richers, pour lequel il réalise 18 films, dont une série de comédies mettant en vedette des acteurs tels que Ankito, Grande Otelo, Zé Trindade et Ronald Golias. Néanmoins, il continue à la réalisation ou à la production de films policiers, dramatiques ou destinés aux enfants.
En 1967, il réalise Adorável Trapalhão dans lequel, il rencontre Renato Aragão avec lequel il établirait un partenariat solide. Il fonde JBTV -J.B. Tanko Filmes Ltda en 1969. En collaboration avec les Os Trapalhões, il réalise O Trapalhão nas Minas do Rei Salomão en 1977, l'un des plus grands box-offices du cinéma brésilien ayant récolté environ 5 786 226 d'entrées,.
Un an plus tard, il réalise le film érotico-dramatique à succès As Borboletas também Amam avec l'actrice Angelina Muniz.
En 1981, il réalise Os Saltimbancos Trapalhões, considéré comme le meilleur film des Os Trapalhões. L'année suivante, il réalise Os Vagabundos Trapalhões et Os Trapalhões na Serra Pelada. En 1983, il produit Perdoa-me por Me Traíres, réalisé par Braz Chediak, basé sur la pièce de théâtre éponyme de Nelson Rodrigues.
Lorsque Dedé Santana, Zacarias et Mussum se sont séparés de Renato Aragão, créant DeMuZa Productions, il produit la comédie Atrapalhando à Suate de Victor Lustosa et Dedé Santana. À 81 ans, il réalise son dernier film, Os Fantasmas Trapalhões avec les Os Trapalhões avant de mettre un terme à sa carrière.
Il décède le 5 octobre 1993 à l'âge de 87 ans, victime d'une crise cardiaque à Rio de Janeiro. Son fils unique, Alexander Tanko vend l'entreprise à CaradeCão en 1999, conservant uniquement la gestion des droits sur les films de son père. Son fils meurt d'une crise cardiaque le 12 juillet 2006 à l'âge de 53 ans. Il n'a laissé aucun héritier.

## Collaborateurs récurrents
J.B. Tanko a travaillé fréquemment (au moins à trois reprises) avec plusieurs acteurs : Renato Restier, Renato Aragão, Mussum, Dedé Santana, Zacarias, Costinha, Grande Otelo, Ankito, Wilson Grey, Carvalhinho et Fada Santoro.
De l'autre coté de la caméra, il collabore régulièrement avec les scénaristes Victor Lustosa, Gilvan Pereira, Victor Lima et le producteur Herbert Richers.

## Filmographie
Cette liste est établie à partir des fiches techniques venant de Cinemateca Brasileira et IMDb.
| Année | Films                                                       | Profession(s) | Profession(s) | Profession(s) | Profession(s)                           |
| Année | Films                                                       | Réalisateur   | Scénariste    | Producteur    | Autre                                   |
| ----- | ----------------------------------------------------------- | ------------- | ------------- | ------------- | --------------------------------------- |
| 1935  | Blutsbrüder <Bosniaken›                                     |               |               |               | Assistant-réalisateur                   |
| 1935  | Zigeunerbaron                                               |               |               |               | Assistant-réalisateur                   |
| 1935  | Eine Seefahrt, die ist lustig                               |               |               |               | Assistant-réalisateur                   |
| 1937  | Die Korallenprinzessin                                      |               | ✔️            |               |                                         |
| 1949  | Es lebe das Leben                                           |               | ✔️            |               |                                         |
| 1949  | A Escrava Isaura                                            |               | ✔️            |               | Assistant-réalisateur                   |
| 1950  | O Pecado de Nina                                            |               | ✔️            |               |                                         |
| 1950  | O Noivo de Minha Mulher                                     |               |               | ✔️            | Directeur de production                 |
| 1951  | Areias ardentes                                             | ✔️            | ✔️            |               | Monteur                                 |
| 1951  | Tocaia                                                      |               | ✔️            |               |                                         |
| 1952  | Brumas da Vida                                              |               | ✔️            | ✔️            | Directeur de production                 |
| 1953  | Três Recrutas                                               | ✔️            | ✔️            |               | Coréalisateur                           |
| 1953  | Força do Amor                                               |               | ✔️            | ✔️            | Directeur de production                 |
| 1953  | A Dupla do Barulho                                          |               |               | ✔️            | Directeur de production                 |
| 1954  | Perdidos de Amor                                            | ✔️            |               | ✔️            | Directeur de production                 |
| 1954  | Nem Sansão Nem Dalila                                       |               |               | ✔️            | Directeur de production                 |
| 1954  | A Outra Face do Homem                                       | ✔️            | ✔️            |               |                                         |
| 1954  | Angu de Caroço                                              |               |               | ✔️            | Directeur de production                 |
| 1955  | Como Nasce Um Filme (court-métrage)                         | ✔️            |               |               |                                         |
| 1956  | Com Água na Boca                                            | ✔️            | ✔️            |               |                                         |
| 1956  | Sai de Baixo                                                | ✔️            | ✔️            |               |                                         |
| 1956  | Fuzileiro do Amor                                           |               |               | ✔️            | Directeur de production                 |
| 1956  | O Diamante                                                  |               | ✔️            |               |                                         |
| 1957  | Com Jeito Vai                                               | ✔️            | ✔️            |               |                                         |
| 1957  | O Bôca de Ouro                                              |               | ✔️            | ✔️            | Directeur de production                 |
| 1957  | Metido a Bacana                                             | ✔️            | ✔️            |               |                                         |
| 1957  | Espírito de Porco                                           |               | ✔️            |               |                                         |
| 1958  | É de Chuá                                                   |               | ✔️            | ✔️            | Directeur de production                 |
| 1959  | Mulheres à Vista                                            | ✔️            | ✔️            |               |                                         |
| 1959  | Garota Enxuta                                               | ✔️            | ✔️            | ✔️            |                                         |
| 1959  | Entrei de Gaiato                                            | ✔️            | ✔️            | ✔️            |                                         |
| 1960  | Vai que É Mole                                              | ✔️            | ✔️            |               |                                         |
| 1960  | Marido de Mulher Boa                                        | ✔️            | ✔️            | ✔️            |                                         |
| 1960  | Tudo Legal                                                  |               |               |               | Directeur de production                 |
| 1961  | O Dono da Bola                                              | ✔️            | ✔️            | ✔️            |                                         |
| 1962  | Bom Mesmo é Carnaval                                        | ✔️            | ✔️            | ✔️            |                                         |
| 1964  | Asfalto Selvagem                                            | ✔️            | ✔️            | ✔️            |                                         |
| 1964  | Um Ramo para Luísa                                          | ✔️            |               |               |                                         |
| 1966  | Da Pena De Pato Ao Aviao A Jato! (court-métrage)            | ✔️            |               |               |                                         |
| 1966  | Engraçadinha Depois dos Trinta                              | ✔️            | ✔️            | ✔️            | Directeur artistique                    |
| 1967  | Carnaval Barra Limpa                                        | ✔️            | ✔️            | ✔️            |                                         |
| 1967  | Adorável Trapalhão                                          | ✔️            | ✔️            |               |                                         |
| 1968  | Massacre no Supermercado                                    |               | ✔️            |               |                                         |
| 1970  | Pais Quadrados... Filhos Avançados                          | ✔️            | ✔️            | ✔️            |                                         |
| 1971  | Rua Descalça                                                | ✔️            | ✔️            |               | Directeur de production                 |
| 1971  | Como Ganhar na Loteria sem Perder a Esportiva               | ✔️            | ✔️            | ✔️            |                                         |
| 1972  | Som, Amor e Curtição                                        | ✔️            | ✔️            | ✔️            |                                         |
| 1973  | Salve-se Quem Puder - O Rally da Juventude                  | ✔️            | ✔️            |               |                                         |
| 1973  | Aladim e a lâmpada maravilhosa                              | ✔️            |               |               |                                         |
| 1974  | Robin Hood, O Trapalhão da Floresta                         | ✔️            | ✔️            | ✔️            |                                         |
| 1975  | O Trapalhão na Ilha do Tesouro                              | ✔️            | ✔️            | ✔️            |                                         |
| 1976  | O Trapalhão no Planalto dos Macacos                         | ✔️            | ✔️            | ✔️            |                                         |
| 1976  | Simbad, O Marujo Trapalhão                                  | ✔️            | ✔️            | ✔️            |                                         |
| 1977  | O Trapalhão nas Minas do Rei Salomão                        | ✔️            | ✔️            | ✔️            |                                         |
| 1978  | Fim de Festa                                                |               |               | ✔️            | Coproducteur                            |
| 1978  | As Aventuras de Robinson Crusoé                             |               |               | ✔️            |                                         |
| 1979  | As Borboletas Também Amam                                   | ✔️            | ✔️            | ✔️            | Opérateur caméra, sélectionneur musical |
| 1979  | Vamos Cantar Disco Baby                                     | ✔️            | ✔️            | ✔️            | Opérateur caméra                        |
| 1980  | Igreja Matriz de Santo Antônio - Tiradentes (court-métrage) |               |               | ✔️            |                                         |
| 1981  | Os Saltimbancos Trapalhões                                  | ✔️            | ✔️            |               |                                         |
| 1982  | Os Trapalhões na Serra Pelada                               | ✔️            |               |               |                                         |
| 1982  | Os Vagabundos Trapalhões                                    | ✔️            |               |               |                                         |
| 1983  | Atrapalhando a Suate                                        |               |               | ✔️            |                                         |
| 1983  | Perdoa-me por Me Traíres                                    |               |               | ✔️            |                                         |
| 1987  | Os Fantasmas Trapalhões                                     | ✔️            | ✔️            |               |                                         |

## Distinctions
| Année | Cérémonie                                         | Prix              | Film            |
| ----- | ------------------------------------------------- | ----------------- | --------------- |
| 1952  | Prix Saci                                         | Meilleur scénario | Areias Ardentes |
| 1956  | Prix spécial du gouverneur de l'État de São Paulo | Prix spécial      | Sai de Baixo    |

## Box-office
Cette liste reprend les plus grands succès commerciaux de J.B Tanko, c'est-à-dire uniquement les films ayant été regardés par plus de  1 000 000 spectateurs au box-office brésilien.
| O Trapalhão nas Minas do Rei Salomão | 1977 | JBTanko Filmes                     | 5 786 226 entrées |
| Os Saltimbancos Trapalhões           | 1981 | JBTanko Filmes                     | 5 218 574 entrées |
| Os Trapalhões na Serra Pelada        | 1982 | JBTanko Filmes                     | 5 051 963 entrées |
| Os Vagabundos Trapalhões             | 1982 | JBTanko Filmes                     | 4 631 914 entrées |
| O Trapalhão no Planalto dos Macacos  | 1976 | JBTanko Filmes                     | 4 565 267 entrées |
| Simbad, o Marujo Trapalhão           | 1976 | JBTanko Filmes                     | 4 406 200 entrées |
| O Trapalhão na Ilha do Tesouro       | 1975 | JBTanko Filmes                     | 3 375 090 entrées |
| Robin Hood, o Trapalhão da Floresta  | 1974 | JBTanko Filmes                     | 2 978 767 entrées |
| Os Fantasmas Trapalhões              | 1987 | Renato Aragão Produções Artísticas | 2 689 380 entrées |
| As Borboletas também Amam            | 1978 | JBTanko Filmes                     | 1 049 563 entrées |